# Episodi di Ugly Betty (seconda stagione)
La seconda stagione della serie televisiva Ugly Betty è stata trasmessa negli USA dal 27 settembre 2007 al 22 maggio 2008 sul network ABC.
In Italia, la seconda stagione è stata trasmessa in prima visione assoluta su Fox Life di Sky dal 16 aprile 2008 al 16 luglio 2008, ogni mercoledì alle ore 21:00.
In chiaro, la seconda stagione è stata trasmessa dal 2 luglio 2008 al 24 agosto 2008, dapprima in prima serata alle ore 21:10 ed in seguito (a partire dal 27 luglio 2008), a causa dei bassi ascolti riportati, la domenica alle ore 22:45, su Italia 1.
| nº | Titolo originale                   | Titolo italiano            | Prima TV USA      | Prima TV Italia |
| -- | ---------------------------------- | -------------------------- | ----------------- | --------------- |
| 1  | How Betty Got Her Grieve Back      | Il funerale                | 27 settembre 2007 | 16 aprile 2008  |
| 2  | Family Affairs                     | Affari di famiglia         | 4 ottobre 2007    | 23 aprile 2008  |
| 3  | Betty's Wait Problem               | L'attesa di Betty          | 11 ottobre 2007   | 30 aprile 2008  |
| 4  | Grin and Bear It                   | Buon viso a cattivo gioco  | 18 ottobre 2007   | 7 maggio 2008   |
| 5  | A League of Their Own              | Niente è come sembra       | 25 ottobre 2007   | 7 maggio 2008   |
| 6  | Something Wicked This Way Comes    | Bugie                      | 1º novembre 2007  | 14 maggio 2008  |
| 7  | It's a Nice Day for a Posh Wedding | Il giorno delle nozze      | 8 novembre 2007   | 14 maggio 2008  |
| 8  | I See Me, I.C.U.                   | Finché morte non vi separi | 15 novembre 2007  | 21 maggio 2008  |
| 9  | Giving Up the Ghost                | Una nuova generazione      | 22 novembre 2007  | 21 maggio 2008  |
| 10 | Bananas for Betty                  | Ne resterà soltanto uno    | 6 dicembre 2007   | 28 maggio 2008  |
| 11 | Zero Worship                       | Taglia zero                | 3 gennaio 2008    | 28 maggio 2008  |
| 12 | Odor in the Court                  | Il profumo                 | 17 gennaio 2008   | 4 giugno 2008   |
| 13 | A Thousand Words By Friday         | Lenire il dolore           | 24 gennaio 2008   | 11 giugno 2008  |
| 14 | Twenty-Four Candles                | Ventiquattro candeline     | 24 aprile 2008    | 18 giugno 2008  |
| 15 | Burning Questions                  | Ardente gelosia            | 1º maggio 2008    | 25 giugno 2008  |
| 16 | Betty's Baby Bump                  | Baby Party                 | 8 maggio 2008     | 2 luglio 2008   |
| 17 | The Kids Are Alright               | Un ritorno trionfale       | 15 maggio 2008    | 9 luglio 2008   |
| 18 | Jump                               | Questione di scelte        | 22 maggio 2008    | 16 luglio 2008  |

## Il funerale
- Titolo originale: How Betty Got Her Grieve Back
- Diretto da: James Hayman
- Scritto da: Silvio Horta e Marco Pennette

### Trama
La vita di Betty è nel caos totale dopo la serie di sfortunati eventi che sono accaduti di recente.
Hilda non esce dalla sua stanza da tre settimane e continua a sognare Santos, ormai morto.
Claire e Yoga, evase dalla prigione, si nascondono in una casa ed escogitano un piano per annullare il matrimonio di Wilhelmina e Bradford. Intanto Amanda non trova il coraggio di dire ai suoi genitori che lei è la figlia di Fey Sommers e si sfoga con il cibo. Daniel uscirà presto dall'ospedale, intanto Wilhelmina ha il pieno controllo del "Mode". Marc riferisce ai genitori di Amanda che lei non è la loro vera figlia, ma è figlia di Fey Sommers. Claire arriva di nascosto da Bradford ma trova Wilhelmina. Marc pensa che il padre di Amanda sia Bradford e cerca di prendere qualcosa di suo per fare la prova del D.N.A.
Ignacio è ancora in Messico e tutta la famiglia Suarez ne sente la mancanza. Betty, insieme a Daniel, seppellisce tutti i regali che gli aveva dato Henry. Alexis si risveglia dal coma ma ha dimenticato parte della sua vita. Justin viene preso come stagista a Mode. Henry torna a New York.

## Affari di famiglia
- Titolo originale: Family Affairs
- Diretto da: Victor Nelli Jr.
- Scritto da: Bill Wrubel

### Trama
Wilhelmina assume una guardia del corpo per difendersi da Claire Meade. Betty vuole che Daniel controlli il Book, ma Wilhelmina lo tiene a casa sua, così Betty ruba le chiavi di casa e cerca di intrufolarsi insieme a Christina. Henry torna a lavorare a Mode per pagare le spese del bambino perché non ha trovato nessuno lavoro a Tucson. Justin comincia il suo primo giorno lavorativo a Mode. Amanda riceve come eredità il cane di Fey Sommers visto che il resto è stato completamente venduto. Bradford sfrutta l'amnesia di Alexis per riscrivere la storia di famiglia instaurando un buon rapporto con lei. Intanto Christina e Betty, entrate a casa di Wilhelmina, prendono il Book ma si nascondono sotto al letto appena Wilhelmina entra con la sua guardia del corpo. Betty, uscendo dalla casa di Wilhelmina, perde un suo orecchino. Ignacio decide di ritornare in USA in un modo illegale. Wilhelmina ricatta Betty dicendole di non dire niente a Daniel riguardo alla sua relazione con la sua guardia del corpo e in cambio farà ritornare suo padre Ignacio in USA al più presto possibile. Christina decide di dire a Henry che forse il figlio che sta aspettando Charlie è del Dott. Farkas. Betty accetta il patto con Wilhelmina. Bradford non ha ancora detto ad Alexis che presto si sposerà con Wilhelmina, così decide di rimandare il matrimonio, suscitando l'ira della fidanzata.

## L'attesa di Betty
- Titolo originale: Betty's Wait Problem
- Diretto da: Tricia Brock
- Scritto da: Jon Kinnally e Tracy Poust

### Trama
Henry è disposto a ritornare insieme a Betty dopo che Charlie avrà fatto il test di paternità.
Grazie al test del DNA, Bradford non risulta il padre di Amanda. Betty conosce il nuovo ragazzo dei panini di Mode, Gio. Daniel vuole una nuova sedia a rotelle. A Mode si prepara il Ballo in Bianco e Nero e Claire decide di andarci insieme a Yoga per riuscire a parlare con Bradford. Ramiro Vasquez è ancora vivo e minaccia di uccidere Ignacio. Wilhelmina dice ad Alexis che loro due erano migliori amiche e che presto si sposerà con suo padre Bradford. Justin vuole imparare a giocare a basket e si fa aiutare da Daniel. Gio viene licenziato da Mode ma accompagna Betty a comprare la sedia a rotelle per Daniel. Amanda si presenta al Ballo in Bianco e Nero come figlia illegittima di Fey Sommers cercando di farsi notare. Betty scopre che Daniel riesce a camminare. Claire arriva alla festa e riesce a parlare con Bradford ma non riesce a convincerlo ad andare via. Betty decide di dedicare più tempo alla scrittura. Ignacio viene risparmiato e riesce a tornare a casa.

## Buon viso a cattivo gioco
- Titolo originale: Grin and Bear It
- Diretto da: Tucker Gates
- Scritto da: Veronica Becker e Sarah Kucserka

### Trama
Betty inizia il corso di scrittura ma il suo professore è molto scortese nei suoi confronti. Justin cerca di diventare come suo padre. Alexis ritorna a lavorare a Mode, ma non riesce ad abituarsi alla sua vita da donna visto che ha perso la memoria e non ricorda tutti gli avvenimenti successi negli ultimi due anni. Wilhelmina sta per lasciare Mode, pensando di ricevere un lavoro più importante presso la Meade Publications e lascia così il suo posto di direttore creativo a Sheila. Betty ha preparato il suo racconto e lo deve leggere a tutta la classe, ma per sbaglio legge le prime righe di un altro racconto destinato a Mode e, quando si accorge che sta piacendo al professore, continua a leggerlo nascondendo il suo vero racconto. Wilhelmina non vuole nessuna delle altre riviste della Meade Publications e così se non può avere Mode decide di distruggerlo e di aprire prima o poi una rivista di moda tutta sua intitolata "Slater". Betty è nei guai dopo aver letto il racconto che non era suo. Amanda è decisa a scoprire chi è il suo vero padre e scopre che Wilhelmina era chiamata Wanda ed era l'assistente brutta di Fey Sommers durante la sua gravidanza, così Wilhelmina racconta ad Amanda che lei è stata concepita durante la festa del primo numero di Mode da un uomo con un tatuaggio del canarino Titti sulla sua schiena, inoltre Fey Sommers comprò il silenzio di Wilhelmina pagandole la sua trasformazione tramite la chirurgia plastica. Henry rivela a Betty che è lui il vero padre del figlio di Charlie. Amanda riceve da Wilhelmina la lista con tutti gli invitati della festa, suo padre potrebbe essere in quella lista.

## Niente è come sembra
- Titolo originale: A League of Their Own
- Diretto da: Wendey Stanzler
- Scritto da: Sheila R. Lawrence

### Trama
Betty ed Henry decidono di non frequentarsi più, anche se non ci riescono. Mode sta per andare in fallimento dopo che l'Atlantic Attire ed altre aziende hanno ritirato le loro pubblicità dalla rivista di moda. Christina consiglia a Betty di conoscere qualcuno tramite Internet. Marc conosce Cliff, il fotografo di Mode. Hilda sta frequentando delle vedove anziane che ha conosciuto al cimitero. Dopo che Justin ruba una macchina, Hilda si rende conto che deve pensare più a suo figlio. Betty ha un appuntamento con un ragazzo conosciuto su Internet che, però, scappa via senza dirle niente. Christina incontra su Internet suo marito, che ha lasciato prima di venire a New York di nascosto. Alexis ricorda tutto quello che l'amnesia gli aveva fatto dimenticare. Marc e Cliff vedono un film insieme.
Betty  ed Henry alla fine, con un romantico bacio, decidono di stare di nuovo assieme, anche se segretamente.

## Bugie
- Titolo originale: Something Wicked This Way Comes
- Diretto da: Victor Nelli Jr.
- Scritto da: Henry Alonso Myers

### Trama
Betty ed Henry non riescono a continuare la loro relazione segreta. Bradford pensa che Daniel non sia in grado di portare avanti Mode, che sta avendo dei problemi economici da quando molte aziende hanno ritirato le loro pubblicità, così decide di affidare il compito ad Alexis. Jo sta per aprire un chiosco di sandwich. La figlia di Wilhelmina non vuole venire al matrimonio di sua madre con Bradford e Marc non sa come dirglielo. Quest'ultimo ha dei problemi nella sua relazione con Cliff. Betty va a teatro a vedere Wicked insieme ad Henry ma incontra anche Daniel, che cerca di provarci con la proprietaria di una compagnia di gioielli per farle comprare degli spazi pubblicitari. Ormai la relazione segreta di Betty ed Henry è stata scoperta, ma Betty decide di continuare a frequentarlo finché non tornerà a Tucson da Charlie e suo figlio.

## Il giorno delle nozze
- Titolo originale: It's a Nice Day for a Posh Wedding
- Diretto da: James Hayman
- Scritto da: Silvio Horta e Marco Pennette

### Trama
Ignacio scopre che Betty sta ancora frequentando Henry nonostante lui andrà via fra qualche mese, così Betty litiga con lui e si trasferisce a casa di Henry. Marc sta organizzando il matrimonio di Wilhelmina, Alexis sarà la testimone del matrimonio di suo padre. Victoria Beckham sarà la damigella d'onore di Wilhelmina ma le due hanno dei piccoli litigi. Il marito di Christina, Stuart, è arrivato al Mode per passare del tempo con lei e gli rivela che è malato al fegato e che se non trova dei soldi per operarsi morirà fra qualche mese, Christina decide di aiutarlo. Henry vuole che Betty vada alla Cerimonia per la Cittadinanza di suo padre. Daniel scopre che Wilhelmina ha una relazione con la sua guardia del corpo ma non può fare niente perché non ha le prove. Ignacio e Betty chiariscono la loro situazione e Betty ritorna a vivere a casa sua. Wilhelmina è pronta per andare all'altare e Betty rivela a Daniel che lei sapeva della relazione di Wilhelmina da qualche mese, Daniel si arrabbia con lei e decide di licenziarla. Intanto Daniel decide di parlare con suo padre mentre è all'altare interrompendo la cerimonia ma Bradford non vuole credere che Wilhelmina si sta sposando con lui solo per i suoi soldi, intanto Amanda tiene occupati gli invitati cantando la canzone di Kelis, "Milkshake". Bradford, tornato all'altare, sviene cadendo a terra e sembra non dare segni di vita.

## Finché morte non vi separi
- Titolo originale: I See Me, I.C.U.
- Diretto da: Rodman Flender
- Scritto da: Bill Wrubel

### Trama
Bradford è ancora vivo ma potrebbe morire da un momento all'altro. Betty libera la sua scrivania e conosce L'Amanda, la donna del servizio di sicurezza del weekend. Daniel non vuole avere più rapporti con Wilhelmina. Claire e Yoga chiedono aiuto alla famiglia Suarez per scoprire cosa c'è scritto sul testamento di Bradford: Betty deve intrufolarsi nell'ufficio di Bradford per trovare il testamento, anche se ha notato che da quando lavora a Mode è cambiata moltissimo e in maniera negativa. Wilhelmina ha bisogno anche lei di vedere il testamento. Il testamento non è stato cambiato e in teoria Wilhelmina non erediterà niente visto che non è ancora sposata con Bradford. Quando Wilhelmina cerca di sposarsi con Bradford, nonostante lui si trovi ancora in ospedale tra la vita e la morte, Bradford capisce che lei si vuole unire a lui solo per i soldi e così la caccia via. Claire arriva all'ospedale per salutare i suoi figli e poi decide di farsi vedere da tutti pur di dare il suo ultimo saluto a Bradford. Daniel ha scoperto perché Betty ha mentito sulla relazione tra Wilhelmina e la sua guardia del corpo e la perdona proponendogli di ritornare al lavoro, ma lei rifiuta. Bradford, prima di morire, si assicura che Betty si prenda cura di suo figlio Daniel. Intanto Claire viene arrestata.

## Una nuova generazione
- Titolo originale: Giving Up the Ghost
- Diretto da: Gary Winnick
- Scritto da: Charles Pratt, Jr.

### Trama
Betty ha dei sensi di colpa per non aver accettato la proposta di Daniel. Al funerale di Bradford si presenta anche Wilhelmina che viene subito licenziata da Claire Meade e i suoi figli. A questo punto, Wilhelmina decide di mettere in atto qualcosa che aveva progettato da tempo, uno strano CD che non appena viene attivato elimina completamente tutti i file di Mode. La famiglia Suarez inizia a fare l'albero di Natale ma Hilda vuole fare qualcosa di diverso e per sbaglio distrugge tutte le decorazioni natalizie. Daniel e Alexis radunano tutto lo staff di Mode e Betty decide di aiutarli a superare questo momento. Intanto Wilhelmina propone allo staff di Mode di andare con lei ed iniziare a lavorare su una nuova rivista chiamata "Slater" quella che stava progettando da tempo. La maggior parte dello staff di Mode decide di seguire Wilhelmina dopo che lei promette un futuro lavorativo migliore, ma Amanda rimane nonostante Marc provi a convincerla. Il direttore creativo di Mode è cambiato e tutto la staff rimasto cerca di fare del suo meglio per il prossimo numero. Daniel realizza una copertina in memoria di Bradford. Wilhelmina non ha i soldi abbastanza per aprire la sua rivista e suo padre si rifiuta di darglieli. Amanda capisce che non è per niente uguale a sua madre. I Suarez decidono di cambiare lo stile del loro albero natalizio. Betty ritorna a lavorare alla rivista.

## Ne resterà soltanto uno
- Titolo originale: Bananas for Betty
- Diretto da: Michael Spiller
- Scritto da: Tracy Poust e Jon Kinnally

### Trama
Daniel e Alexis ricevono una cassetta in cui Bradford dichiara, in caso di morte, chi dovrebbe dirigere la Meade Publications, ma purtroppo la casetta non è stata registrata completamente e quindi i due aspettano la decisione di Claire, intanto iniziano i primi litigi. I dipendenti di Wilhelmina non svolgono il loro lavoro perché non vengono pagati a dovere. Amanda usa le graffette per creare un vestito per il suo cane e inizia una discussione con l'assistente di Alexis. Hilda comincia ad allestire il suo salone di bellezza e si fa aiutare da Gio per trasportare tutti gli oggetti. Wilhelmina non riesce a farsi aiutare dagli investitori e Marc le consiglia di cambiare la sua immagine, visto che ultimamente non è ben vista, così aiuta le persone povere e le persone malate facendo cambiare subito ciò che la gente pensa di lei. Gio da alcuni consigli a Betty su come trascorrere con Henry gli ultimi mesi rimasti prima della sua partenza, Hilda e Betty rimangono sbalordite. A Mode si svolge una specie di battaglia tra Daniel e Alexis, chi vincerà avrà il controllo della Meade Publications. Gio esce con Hilda mentre Betty e Henry rimangono a casa passando una serata davanti al televisore. Wilhelmina ferisce Betty White per prendere per prima il taxi, anche se non si accorge che la signora era Betty White e con lei si comporta in modo molto scortese. Betty e Henry raggiungono Hilda e Gio e vanno a ballare insieme a loro, cercando di passare una serata diversa. Intanto la notizia che Betty White è stata trattata male da Wilhelmina si diffonde ovunque e Wilhelmina decide di passare al piano B, chiudendo il suo progetto della rivista "Slater". Alexis vince la battaglia e sarà il capo della Meade Publications. Hilda capisce che Gio è innamorato di Betty, anche se non vuole ammetterlo. Il piano B di Wilhelmina consiste nel dare alla luce un bambino che risulterebbe il figlio di Bradford Meade, visto che sarà generato dallo sperma che Wilhelmina aveva fatto estrarre dal corpo di Bradford dopo che lui era morto.

## Taglia zero
- Titolo originale: Zero Worship
- Diretto da: Ron Underwood
- Scritto da: Dawn DeKeyser

### Trama
Betty presenta Mode alla classe di Justin: tutte le ragazze sono solo interessate alle celebrità e a tutte quelle modelle scheletriche che parteciperanno alla settimana della moda. Betty rimane molto infastidita e decide di rivoluzionare la sfilata, inserendo delle modelle normali di sana salute, Daniel accetta la richiesta. Intanto Alexis continua il suo lavoro di direttrice della Meade Publications. Amanda si rivolge ad una sensitiva per scoprire l'identità di suo padre. Wilhelmina non può portare avanti la gravidanza a causa della sua età, così sta cercando qualcuno che possa farlo per lei. Christina non ha abbastanza soldi per curare suo marito. L'idea di Betty per la sfilata viene considerata molto originale.

## Il profumo
- Titolo originale: Odor in the Court
- Diretto da: Victor Nelli, Jr.
- Scritto da: Bill Wrubel

### Trama
Betty sviene nel negozio di Gio, e vicino a lei ci sono gli inquirenti della polizia, che hanno intenzione di verificare se ha commesso qualche reato per rischiare il carcere. Betty, guardandosi, si ritrova in manette. Cosa le sarà successo? Tutto ciò si riferisce a tre giorni prima, quando i Meade si preparano per il processo di Claire, e Betty li porta a scegliere i vestiti da indossare alla cerimonia. Quando vanno a trovare Claire, Daniel, Alexis e Betty la rassicurano, e Claire riceve un profumo a cui era molto affezionata, perché gliel'aveva regalato il marito defunto. Ma in carcere i profumi sono vietati, e Claire ordina a Betty di tenere quel profumo, e Betty accetta. Intanto, tutti scoprono l'esistenza della stanza segreta del sesso di Fey Sommers, e Amanda, per non far andare più nessuno, porta via tutti gli oggetti della madre. Frugando tra i suoi oggetti, trova le pagine di un diario, in cui racconta di aver amato alla follia Bradford Meade, e di essere sempre stata in competizione con Claire Meade, e Bradford regalò a Claire un profumo, lo stesso che è nelle mani di Betty. Ma Amanda scopre che quel profumo è altamente tossico, e provoca la pazzia e l'iperattività delle persone. Non sapendo cosa provoca il profumo, Betty lo prova, e diventa molto iperattiva, digitando velocemente la tastiera del computer mentre stava scrivendo un articolo, e baciando Harry sotto gli occhi di tutti, infatti Harry deve partire per Tucson per vedere l'ecografia del bambino, e Betty inizia ad impazzire, abbracciando appassionatamente Gio, e in seguito s'infuria con lui, rompendo una vetrina del suo negozio. Inoltre, comincia a sentire molto spesso la necessità di spruzzarselo. Persino i familiari notano lo strano comportamento di Betty. Infatti, Betty si delizia una gustosa panna montata al posto della uova sode per colazione, Justin nota che Betty canta canzoni alla radio, cosa che non aveva mai fatto, e Hilda nota che Betty le dà ultimamente spintoni. Quando Betty scopre tutto grazie ad Amanda, la Suarez vuole riaverlo nelle sue mani per portarlo in tribunale. Ma Amanda, per fargliela pagare a Claire, con la complicità di Marc, mette acqua al posto del profumo, e il giudice pensa che Betty stia mentendo. Fortunatamente, Amanda sopraggiunge e consegna le pagine del diario e il profumo in una boccetta. Claire Meade viene assolta perché quando ha ucciso Fey Sommers non era in sé, e non avrebbe mai fatto una cosa del genere.
Intanto, Christina ha appena deciso di ricorrere all'inseminazione artificiale, pur non sapendo chi è il vero padre del nascituro. Così mostra a Betty un abito che apparteneva a Jacqueline Kennedy Onassis, e Marc, spiando una conversazione tra la stilista e Betty, lo ruba e lo distrugge con l'aiuto della crudele Wilhelmina Slater, che ancora non è riuscita ad ottenere soldi necessari per lanciare "Slater", la sua rivista. Alla fine, Wilhelmina e Marc sono dal ginecologo insieme a Christina, ma a sorpresa sopraggiunge anche Betty, che ha intenzione di appoggiare l'amica durante tutto il periodo della gravidanza. Così Betty, Wilhelmina, Marc e Christina vedono iniettare lo sperma di Bradford nella pancia di Christina.

## Lenire il dolore
- Titolo originale: A Thousand Words By Friday
- Diretto da: Matt Shakman
- Scritto da: Henry Alonso Myers e Sheila Lawrence

### Trama
Daniel è attratto da una nuova ragazza, Renee, ma quando scopre che è la sorella di Wilhelmina, decide di prendersi una pausa da lei. Claire ha dei problemi nell'inserirsi di nuovo nella società. Betty deve intervistare Phil Roth, uno scrittore di alcuni libri su come rimorchiare le donne e Betty non sa come comportarsi visto che non gli piace questo tipo di persona. Amanda deve farsi notare da Simmons, il cantante che pensa sia suo padre. Renee sembra nascondere un segreto. Christina sta scoprendo tutti i segreti di Wilhelmina ma ancora non ha capito che il bambino che darà alla luce sarà il figlio di Bradford. Amanda si riunisce con il suo vero padre.

## Ventiquattro candeline
- Titolo originale: Twenty Four Candles
- Diretto da: Michael Spiller
- Scritto da: Veronica Becker e Sarah Kuscerka

### Trama
È il compleanno di Betty e si prepara a passarlo nei migliori dei modi insieme ad Henry. Wilhelmina avverte Daniel sul vero comportamento che potrebbe assumere sua sorella Renee, dicendogli che è molto ossessiva, ma Daniel non la crede e le dice di andarsene, così Wilhelmina gli dice di chiedere a Renee cosa è "Stoney Brook". Intanto Christina abita ancora nell'appartamento di Wilhelmina e osserva alcuni strani comportamenti di Renee, così decide di mettere alcuni baby phone sparsi per la casa in modo da spiare tutte le conversazioni. Henry non può passare la giornata con Betty perché deve prendersi cura di Charlie che è arrivata all'improvviso non avvertendolo, così Betty decide di andare al lavoro e di passare solo una tranquilla serata con Henry in giro per New York. Amanda sta iniziando ad avere un look abbastanza rock, dopo aver conosciuto suo padre. Daniel chiede a Renee che cosa è "Stoney Brook" e lei gli dice che era un college che aveva frequentato, poi rimane delusa dal fatto che Daniel non ha fiducia in lei. Claire è pronta ad aprire la sua nuova rivista chiamata "Hot Flash" e come collaboratori ha assunto alcuni ex-carcerati. Renee cerca di far tacere sua sorella e così trova un modo per ricattarla, riesce a farsi rivelare da Marc tutto il piano che Wilhelmina ha architettato per avere un figlio da Bradford e lo registra. Henry, a causa di Charlie, non può nemmeno passare la serata con Betty, così Gio decide di renderla felice facendole fare un giro su una carrozza.

## Ardente gelosia
- Titolo originale: Burning Questions
- Diretto da: Matt Shakman
- Scritto da: Henry Alonso Myers

### Trama
Renee è diventata molto ansiosa da quando vive con Daniel e chiama di continuo Betty per sapere dove è e cosa sta facendo Daniel. Betty continua ad essere amica di Gio anche se lo tiene nascosto a Henry. Wilhelmina contatta il dottore di Renee per informarsi delle medicine che prende per il suo esaurimento nervoso e per le crisi di paranoia. Charlie resterà a New York finché non nascerà il bambino. Intanto un nuovo cliente al salone di bellezza di Hilda si rivela essere la sua vecchia rivale, Gina Gambarro che è tornata di nuovo nel Queens con l'intento di ostacolare la vita di Hilda. Renee si convince che Betty è innamorata di Daniel. Renee continua ad avere strane reazioni quando si trova a contatto con delle candele. Daniel pensa che forse Renee abbia ragione e anche lui inizia a pensare che Betty sia innamorata di lui. Christina scopre a casa di Wilhelmina che Renee è collegata con un omicidio. Betty e Christina scoprono che Renee aveva avuto una relazione con il suo professore quando frequentava la "Stoney Brook" e che il professore era successivamente morto in un incendio nel suo appartamento. Renee attira Betty a casa di Daniel e appicca il fuoco cercando di discutere con lei. Betty alla fine si salva ma Renee viene internata. Daniel rimane solo ancora convinto che Betty sia innamorata di lui, ma lei riesce a fargli capire che non è vero e gli dimostra che il suo vero amore è Henry.

## Baby Party
- Titolo originale: Betty's Baby Bump
- Diretto da: Linda Mendoza
- Scritto da: Dawn DeKeyser (soggetto); Bill Wrubel (sceneggiatura)

### Trama
La cena romantica di Henry e Betty viene interrotta da Charlie. Daniel non riesce a concentrarsi nel lavoro e quindi Claire gli consiglia di andare da uno psicologo. Betty decide di cambiare strategia con Charlie e cerca di esserle amica accompagnandola al corso di yoga e organizzandole una festa per il bambino. Hilda viene convocata dal coach Diaz perché Justin rischia di essere bocciato in ginnastica. Christina ha la visita dal dottore per controllare il bambino, tutto risulta negativo ed inoltre Christina scopre grazie al dottore che il padre del bambino è Bradford Meade. Hilda è attratta dal coach Diaz e lo invita nel suo salone di bellezza cercando di sedurlo. Henry decide di passare il resto della sua vita con Betty e di continuare a frequentarla. Christina si nasconde a casa di suo marito ma quando gli racconta tutta la verità sul bambino, Stuart chiama Wilhelmina e Christina scappa a casa di Betty non accettando l'offerta di denaro proposta da Wilhelmina. Durante la festa per il bambino di Charlie, dopo una lunga litigata tra lei e Betty, le acque di Charlie si rompono. Durante il parto Charlie e Betty si chiariscono. Wilhelmina mostra a Daniel, Alexis e Claire l'ecografia del suo bambino e gli svela il vero padre.

## Un ritorno trionfale
- Titolo originale: The Kids Are Alright
- Diretto da: Wendey Stanzler
- Scritto da: Brian Tanen

### Trama
Henry, dopo che Charlie ha partorito, è partito con lei per Tucson e Betty è sempre più triste. Intanto a Mode ritorna Wilhelmina e Daniel cerca di affrontare al meglio la situazione dato che ora anche lei ha diritto all'eredità dei Meade. Amanda partecipa ad un reality con suo padre, dove loro due sono i protagonisti. Gio crede che Betty sia innamorata di lui e la bacia, ma lei si arrabbia. Hilda non può accompagnare Justin al ballo della scuola perché è malata, così Betty decide di andarci in modo da poter scrivere il suo articolo sui giovani e pensare meno ad Henry. Durante le riprese del reality, Marc nota che il rapporto tra Gene e Amanda non è vero e che Gene è solo interessato al mondo delle celebrità. Alla festa della scuola Betty incontra Gio che ha accompagnato sua sorella, fra i due c'è ancora tensione e Betty non vuole cedere. Amanda scopre che il tatuaggio di Gene è finto e quindi pensa che non sia veramente suo padre. Justin rivela al coach Diaz che piace a sua madre, così Diaz va a casa di Hilda e programma una serata da passare con lei.

## Questione di scelte
- Titolo originale: Jump
- Diretto da: Victor Nelli, Jr.
- Scritto da: Silvio Horta

### Trama
Mode partecipa ad una gara di softball contro Elle Magazine. Hilda sta passando molto tempo con Tony Diaz, anche se ancora non è pronta ad una relazione seria. Alexis e Daniel continuano a litigare a causa di Wilhelmina. Gio propone a Betty di andare con lui a Roma e Betty accetta, ma le cose si complicano quando torna Henry da Tucson e le chiede di sposarlo e di seguirlo a Tucson. Un ragazzino francese di nome Daniel arriva a Mode dichiarandosi figlio di Daniel Meade; tutti rimangono stupiti e Daniel in un primo momento non riesce a crederci, ignora il bambino e chiede di sottoporsi al test di paternità. La relazione tra Hilda e Tony prende una svolta negativa quando Hilda scopre che Tony è già impegnato con un'altra. Intanto Wilhelmina annuncia a Daniel che è diventata il redattore capo di Mode grazie ad Alexis, che ha deciso di metterlo da parte definitivamente, non ritenendolo adatto a quel tipo di rivista. Daniel, sconfortato, decide di prendersi cura di suo figlio, prima ancora di avere i risultati del test del DNA. Durante la partita di softball, dopo essere stata colpita da una palla, Betty sviene e al risveglio prende finalmente la sua decisione. L'episodio termina con la partenza di Betty verso una meta sconosciuta.